# Promontorium Agarum

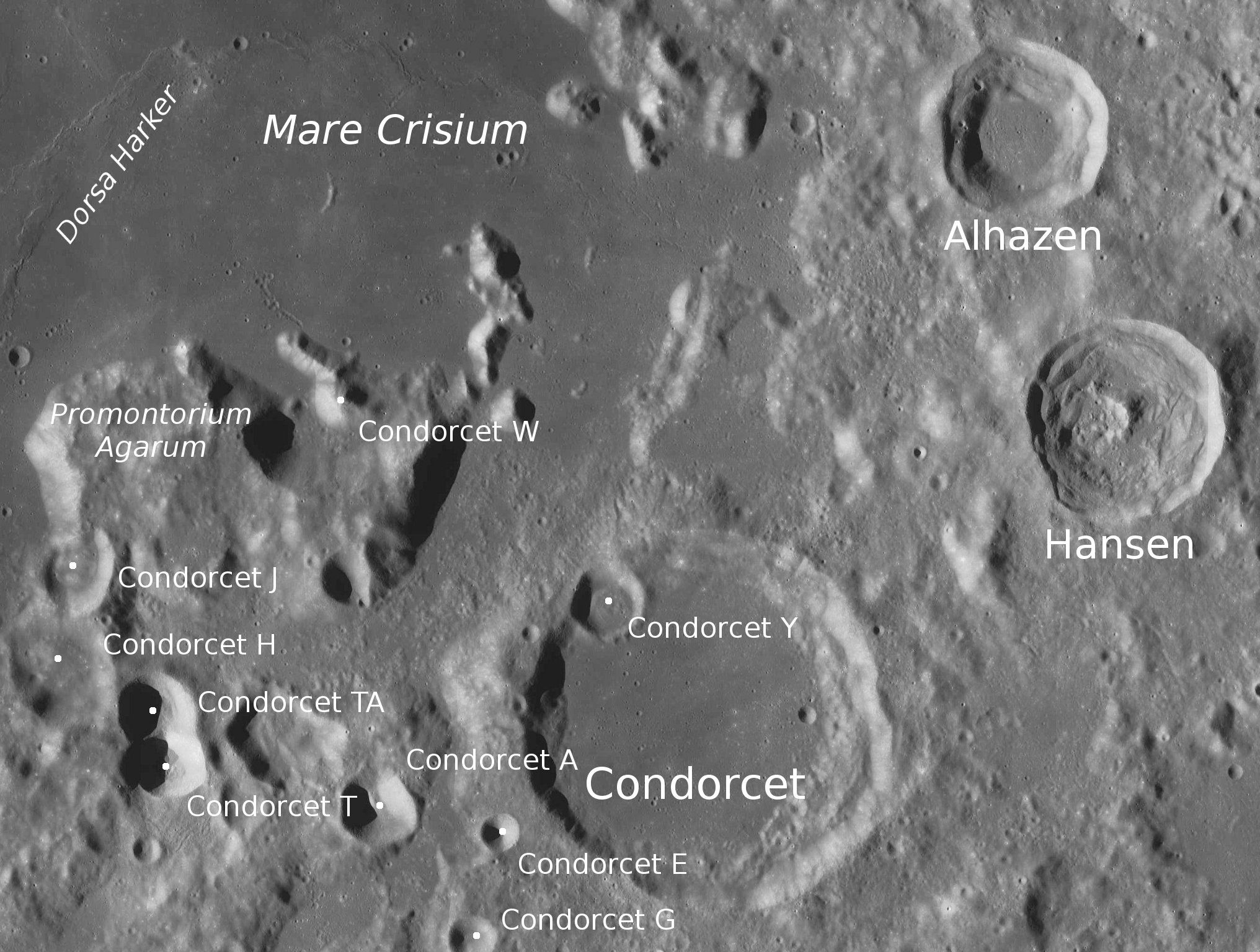
Secteur lunaire où l'on peut voir la Mare Crisium et le Promontorium Agarum (à gauche de l'image)

Le Promontorium Agarum est un promontoire montagneux situé dans la Mare Crisium, sur le côté de la Lune.
Les coordonnées sélénographiques du Promontorium Agarum sont 14, −66. Ce promontoire s'élève à près de 4 000 mètres d'altitude. Son diamètre est de 70 kilomètres. 
Le promontorium Agarum s'étend près de trois cratères notables : Yerkes (en), Picard et Peirce (en), tous situés dans la Mare Crisium.